# Henochova–Schönleinova purpura
Henochova-Schönleinova purpura (HSP) je systémová vaskulitida dětského věku s převážným postižením drobných cév. Nejčastější výskyt je u dětí od 3 do 15 let věku a častěji bývají postihováni chlapci. Etiologie onemocnění je neznámá, nesporná je však úloha interkurentní infekce. HSP je charakterizována jako leukocytoklastická vaskulitida (v biopsii u kožních lézí), jejíž součástí jsou IgA depozita v kapilárách a venulách, a ložiska mezangioproliferativní glomerulonefritidy v ledvinách. Prognóza nemoci je dobrá, záleží na rozsahu renálního postižení a obvykle trvá 3 až 4 týdny.

## Klinický obraz
Klinickým obrazem je:
- kožní exantém (splývající urtiky nad extenzory dolních končetin, hemoragické buly)
- artritida (přechodná, předchází exantému, kterýkoli kloub – zejména kolena a hlezna, otok s bolestí a omezením pohyblivosti) – u 80 % pacientů
- abdominální bolest (kolikovitý charakter, v oblasti pupku, okultní krvácení) – u 50 % pacientů
- glomerulonefritida (mikroskopická hematurie a proteinurie, vzácně progreduje v nefrotický syndrom) – u třetiny pacientů

## Laboratorní nález
Laboratorní nález může zahrnovat elevaci zánětlivých parametrů (sedimentace, CRP, leukocytóza), normální nebo zvýšený počet trombocytů (na rozdíl od trombocytopenických purpur), může být přítomna hematurie, proteinurie a krev ve stolici, dále pak elevace PAF či anémie.

## Diagnostická kritéria
Diagnostickými kritérii jsou 2 ze 4 následujících, přičemž tato kritéria mají 87,1% senzitivitu a 87,7% specificitu:
- purpura, která nemizí při palpaci (za nepřítomnosti trombocytopenie)
- bolesti břicha (difúzní bolesti či ischemie střeva)
- diagnostická biopsie (granulocyty ve stěně arteriol a venul)
- věk do 20 let

## Diferenciální diagnostika
Při diferenciální diagnóze je třeba vyloučit jiné systémové vaskulitidy (Wegenerovu granulomatózu, polyarteritis nodosa, systémový lupus erythematosus, dermatomyozitidu, juvenilní revmatoidní artritidu, Kawasakiho nemoc aj.) a trombocytopenické purpury (idiopatickou trombocytopenickou purpuru, leukemii)

## Terapie
Terapie onemocnění může být:
- symptomatická: (hydratace, úprava elektrolytové rovnováhy)
- nesteroidní antirevmatika: při akutní artritidě
- kortikoidy: u kloubních a kožních příznaků, methylprednison jako prevence glomerulonefritidy a při bolestech břicha